# Range Murata
Range Murata (村田蓮爾?, Murata Renji; Osaka, 2 ottobre 1968) è un illustratore e designer giapponese, famoso per il suo stile unico,  che fonde dieselpunk ed elementi anime.
Murata è noto soprattutto per i suoi lavori di character design nelle serie anime Last Exile e Blue Submarine No. 6.
Nei primi anni '90, Murata inizia a lavorare come character designer nell'industria videoludica; tra i suoi principali lavori ricordiamo il videogioco stealth del 2003 per PlayStation 2 Spy Fiction e la serie di picchiaduro della Atlus Gōketsuji Ichizoku, conosciuta nei paesi anglofoni con il titolo di Power Instinct.
Murata ha pubblicato una dozzina circa di artbook contenenti alcuni dei suoi lavori; tra i più notabili troviamo Robot, Rule e Futurhythm. Nel 2006 ha vinto il premio Seiun per la categoria "Miglior artista".

## Lavori

### Anime
- Animatrix (Il secondo rinascimento parte 1 + parte 2)
- Blue submarine no. 6[3]
- Last Exile
- Mardock Scramble (OAV, cancellato)[4]
- SoltyRei (Design della moto di Rose Anderson)
- Table & Fishman
- Shangri-La
- Last Exile: Fam, The Silver Wing
- ID-0
- Bem
- BEM: Become Human

### Videogiochi
- Gōketsuji Ichizoku
- Spy Fiction
- Wachenröder[5]
- Taisen Hot Gimmick: Cosplay-jong
- Daraku Tenshi: The Fallen Angels

### Illustrazioni

#### Light novel
- L'attacco dei giganti - The Harsh Mistress of the City[6]
- Cop Craft[7]

#### Artbooks
- Like a Balance Life
- futurhythm
- Form Code
- Robot
- futurelog

#### Doujinshi
- Racten
- Throw Line

### Altre opere
Dal 2007 circa, Murata lavora sul design di action figure ispirate ai suoi stessi lavori; oltre alle figure, l'illustratore si occupa di merchandise vari (vestiti, borse, scarpe, biciclette, orologi, accessori, etc.).